# Луис Эдуардо (футболист)
Луис Эдуардо Гедес ди Соза (порт.-браз. Luis Eduardo Guedes de Souza; родился 16 января 2008) — бразильский футболист, центральный защитник клуба «Гремио».

## Клубная карьера
Воспитанник футбольной академии клуба «Гремио». 16 февраля 2025 года дебютировал в основном составе «Гремио» в матче Чемпионата Гаушу против клуба «Ипиранга».

## Карьера в сборной
В 2025 году в составе сборной Бразилии до 17 лет выиграл чемпионат Южной Америки для игроков до 17 лет. На турнире забил два гола в матчах группового этапа против сборных Венесуэлы и Эквадора.

## Достижения
Сборная Бразилии (до 17 лет)
- Победитель чемпионата Южной Америки для игроков до 17 лет: 2025